# Autódromo Internacional El Jabali
Das Autódromo Internacional El Jabali ist eine 3,250 km lange, permanente Motorsport-Rennstrecke, rund 25 Kilometer südöstlich von San Salvador in El Salvador, in der Gemeinde Quezaltepeque und ist die einzige Rennstrecke des Landes.

## Lage
Die Anlage liegt zwischen Santa Lucía (El Salvador) und Quezaltepeque, nahe der Panamericana. Die Strecke befindet sich in einer Talsenke des inaktiven Vulkans El Jabalí an der Schnellstraße CA 1A. Die Strecke wird im Uhrzeigersinn befahren.

## Geschichte
Das Autódromo wurde 1974 von der Betreibergesellschaft Autodromos de El Salvador S.A. mit den Vertretern des Automobilclub von El Salvador (ACES) und dem damaligen FIA-Vertreter Robert Langford geplant. Das Grundstück mit rund 100 Hektar Fläche wurde am 3. Dezember 1976 erworben. Als Architekt und Projektleiter wurde Oscar Monedero betraut. Der Baubeginn war März 1978. Im Februar 1979 wurde die Rennstrecke mit dem Gran Premio Delta eingeweiht unter Teilnahme von Piloten aus den Vereinigten Staaten, Kanada, Puerto Rico, Kolumbien und Spanien.

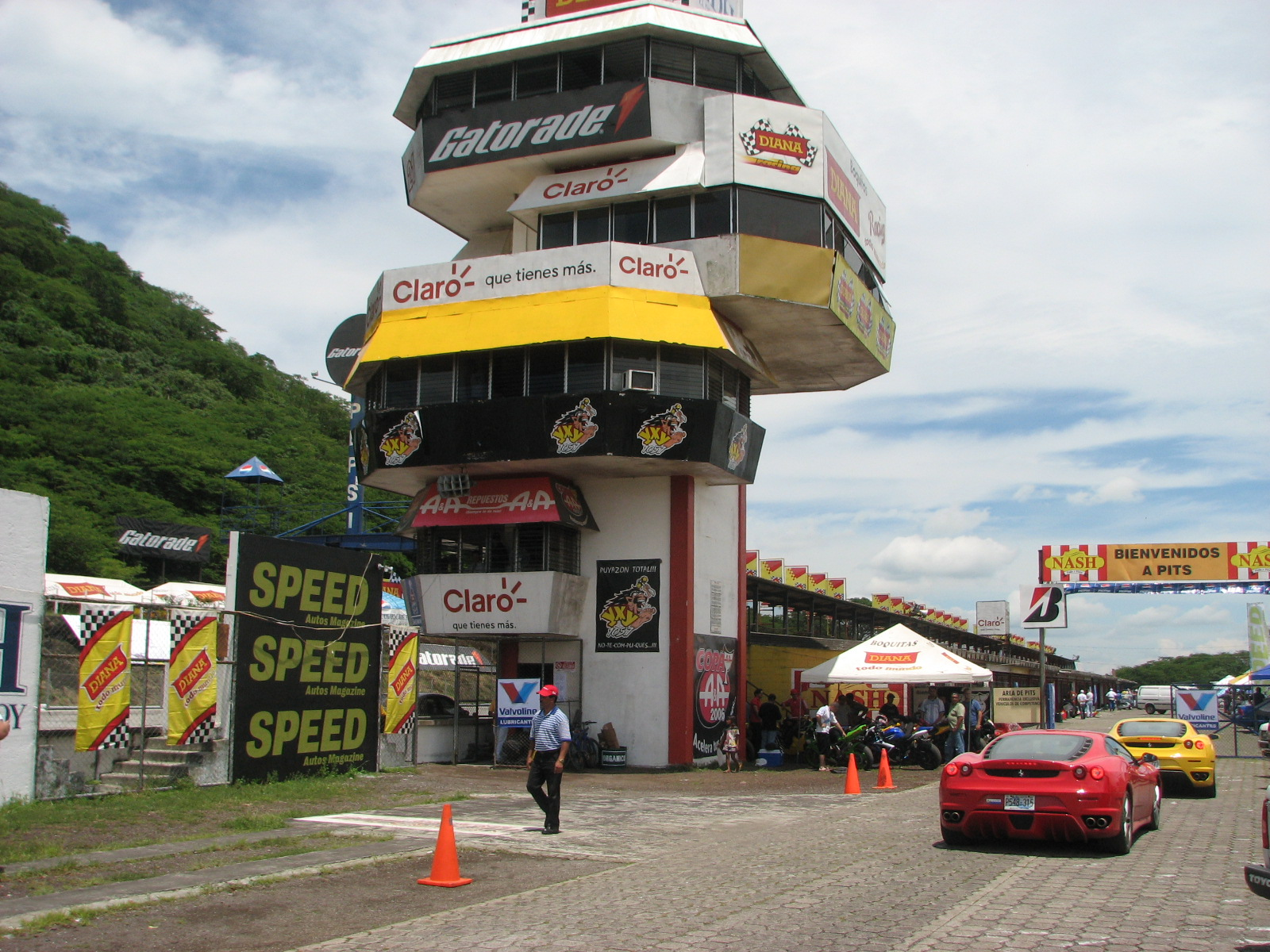
Start-und-Ziel-Turm und Rückseite der Boxen
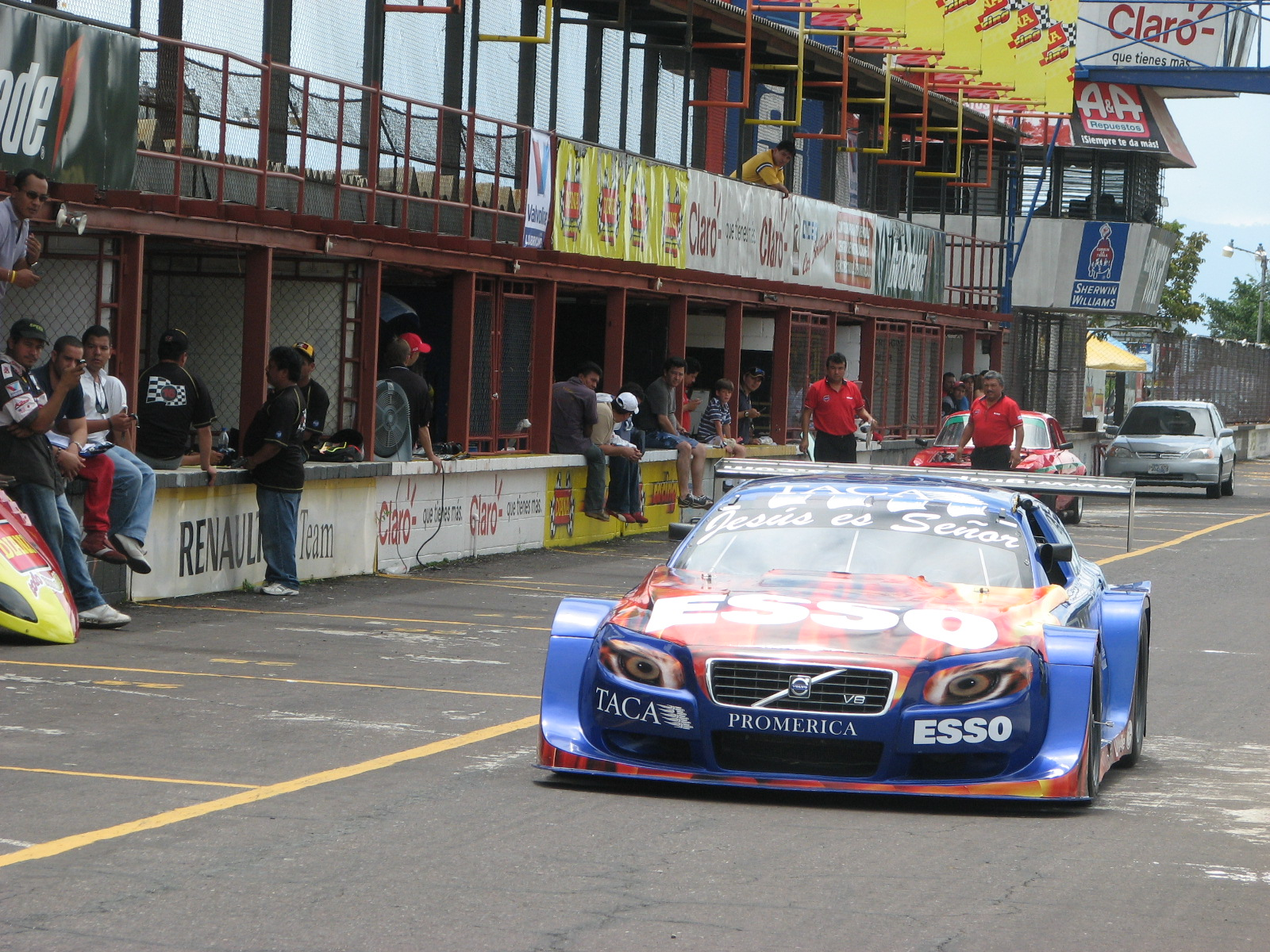
Boxengasse
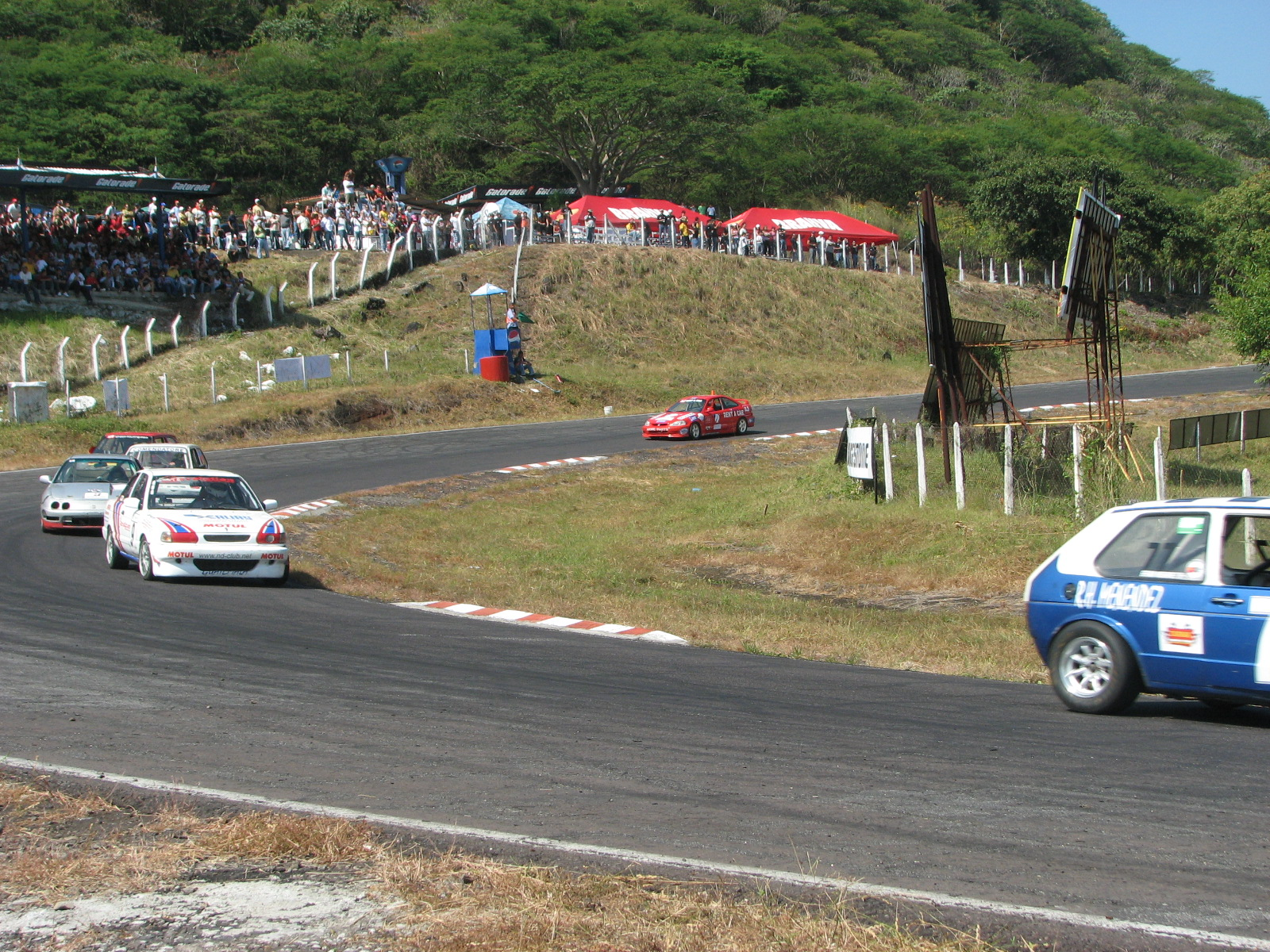
Naturtribünen
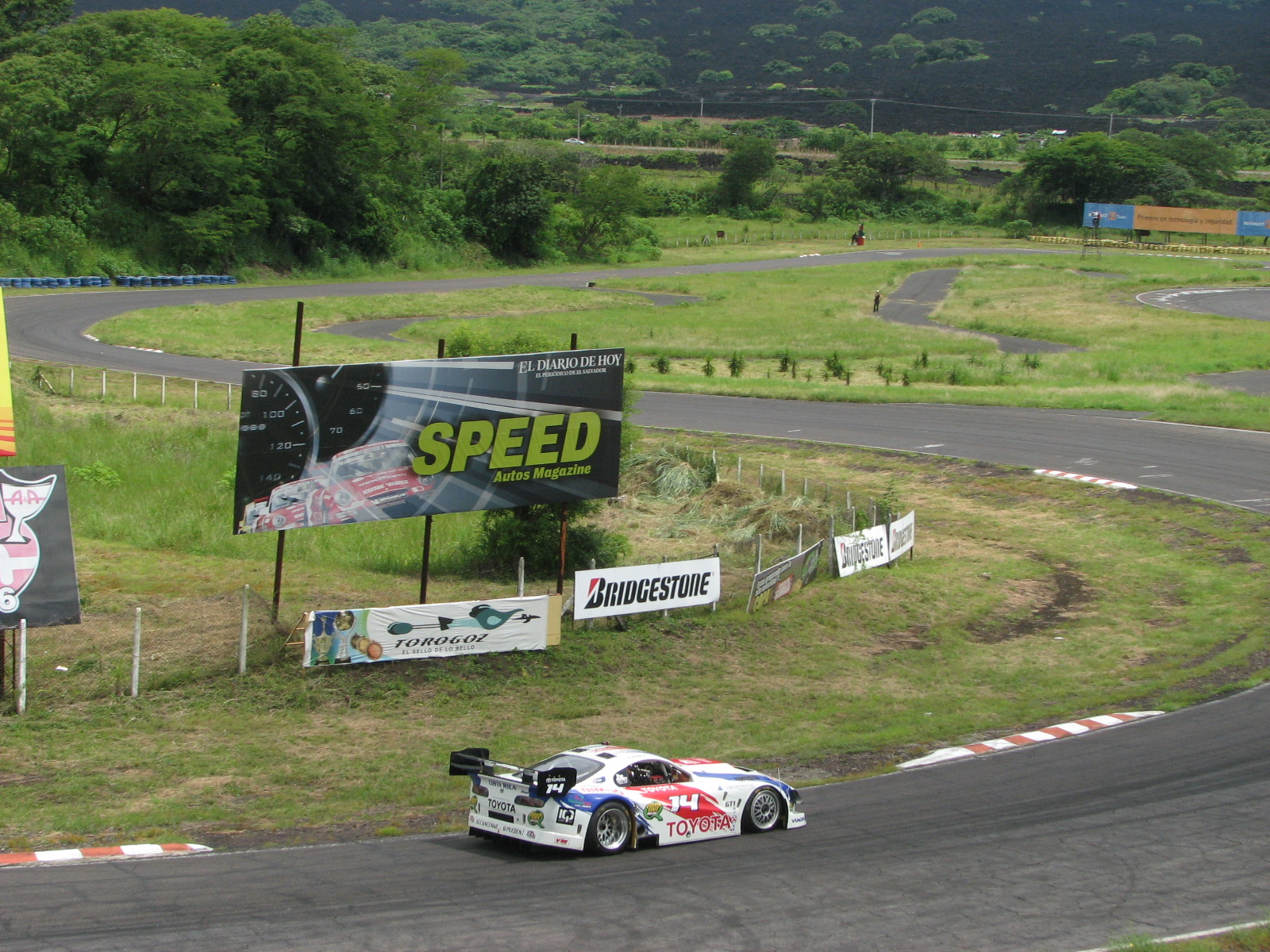
Blick von der Naturtribüne auf den Streckenverlauf